# Tour de Lombardie 1994
La 88e édition du Tour de Lombardie a lieu le 8 octobre 1994. Remportée par le Russe Vladislav Bobrik, de l'équipe Gewiss-Ballan, elle est la dixième et dernière épreuve de la Coupe du monde.

## Classement final
| Pos. | Cycliste           | Équipe                   | Temps          |
| ---- | ------------------ | ------------------------ | -------------- |
| 1    | Vladislav Bobrik   | Gewiss-Ballan            | 6 h 3 min 21 s |
| 2    | Claudio Chiappucci | Carrera-Tassoni          | + 2 s          |
| 3    | Pascal Richard     | GB-MG Boys Maglificio    | + 3 s          |
| 4    | Dimitri Konyshev   | Jolly Componibili - Cage | + 25 s         |
| 5    | Maurizio Fondriest | Lampre-Panaria           | m.t.           |
| 6    | Davide Cassani     | GB-MG Boys Maglificio    | m.t.           |
| 7    | Bjarne Riis        | Gewiss-Ballan            | + 30 s         |
| 8    | Udo Bölts          | Telekom                  | m.t.           |
| 9    | Mauro Gianetti     | Mapei-Clas               | m.t.           |
| 10   | Maarten den Bakker | TVM-Bison                | + 36 s         |